# 严金海
严金海（藏語：ཡན་ཅིན་ཧའེ，威利转写：yan cin ha'e，藏语拼音：Yänjinhae，1962年3月—），男，藏族，青海民和人，中华人民共和国政治人物，曾任西藏自治区人民政府主席，现任西藏自治区党委副书记、西藏自治区人大常委会党组书记、主任。中共第十九届中央候补委员、第二十届中央委员。青海民族学院（今青海民族大学）中文系汉语言文学专业毕业，大学本科学历，文学学士。

## 生平
1982年7月参加工作，1983年12月加入中国共产党。历任青海省黄南州委常委、州委副秘书长、州委秘书长，玉树州委副书记，海北州委副书记、代州长、州长、州委书记等职。2013年1月当选青海省人民政府副省长。2017年5月，任中共青海省委常委。2017年10月，中国共产党第十九次全国代表大会上当选第十九届中央候补委员。2020年7月，任中共西藏自治区党委副书记。2021年1月，兼任中共拉萨市委书记。
2021年10月8日，任西藏自治区人民政府代理主席。同年11月21日，严金海繼續當選拉薩市委書記。
2022年1月7日，当选为西藏自治区人民政府主席，4月起不再兼任拉萨市委书记。
2024年10月，任西藏自治区人大常委会党组书记，不再担任西藏自治区人民政府主席。
2025年1月，当选西藏自治区人大常委会主任。